# Plaisance (Haiti)
Plaisance (em crioulo haitiano: Plezans) é uma comuna do Haiti, situada no departamento do Norte e no arrondissement de Plaisance. De acordo com o censo de 2003, sua população total é de 50.367 habitantes.